# La Source bleue
Pour les articles homonymes, voir La Source bleue (homonymie).

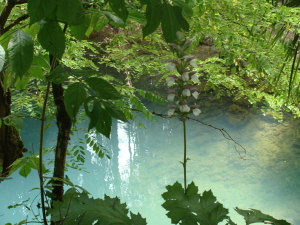

La Source bleue est une exsurgence d'une eau très limpide qui surgit à Touzac dans le département du Lot, en France.

## Histoire et description
L'apparition du nom semble remonter à l'an mil.[réf. nécessaire] Au Moyen Âge le nom usuel de la Source bleue est « Fontaine de Cach ». En 1464 le Seigneur de Mauroux charge Guillaume Atgier d'y bâtir un moulin pour y moudre moitié blé, moitié froment. Divers autres moulins ont été bâtis par la suite, qui servaient également à la fabrication de papier et de drap.

## Association des Amis de la Source bleue
Près de la Source bleue se trouve l'ancienne demeure d'une actrice célèbre de la Comédie-Française : Marguerite Moreno, intimement associée à l'écrivain Colette qui était sa meilleure amie. Colette venait souvent voir son amie à La Source bleue et habitait la petite maison qui jouxte cette propriété : Le Castélou.
Le festival artistique de la source bleue est créé en 2022.